# Garnalencocktail

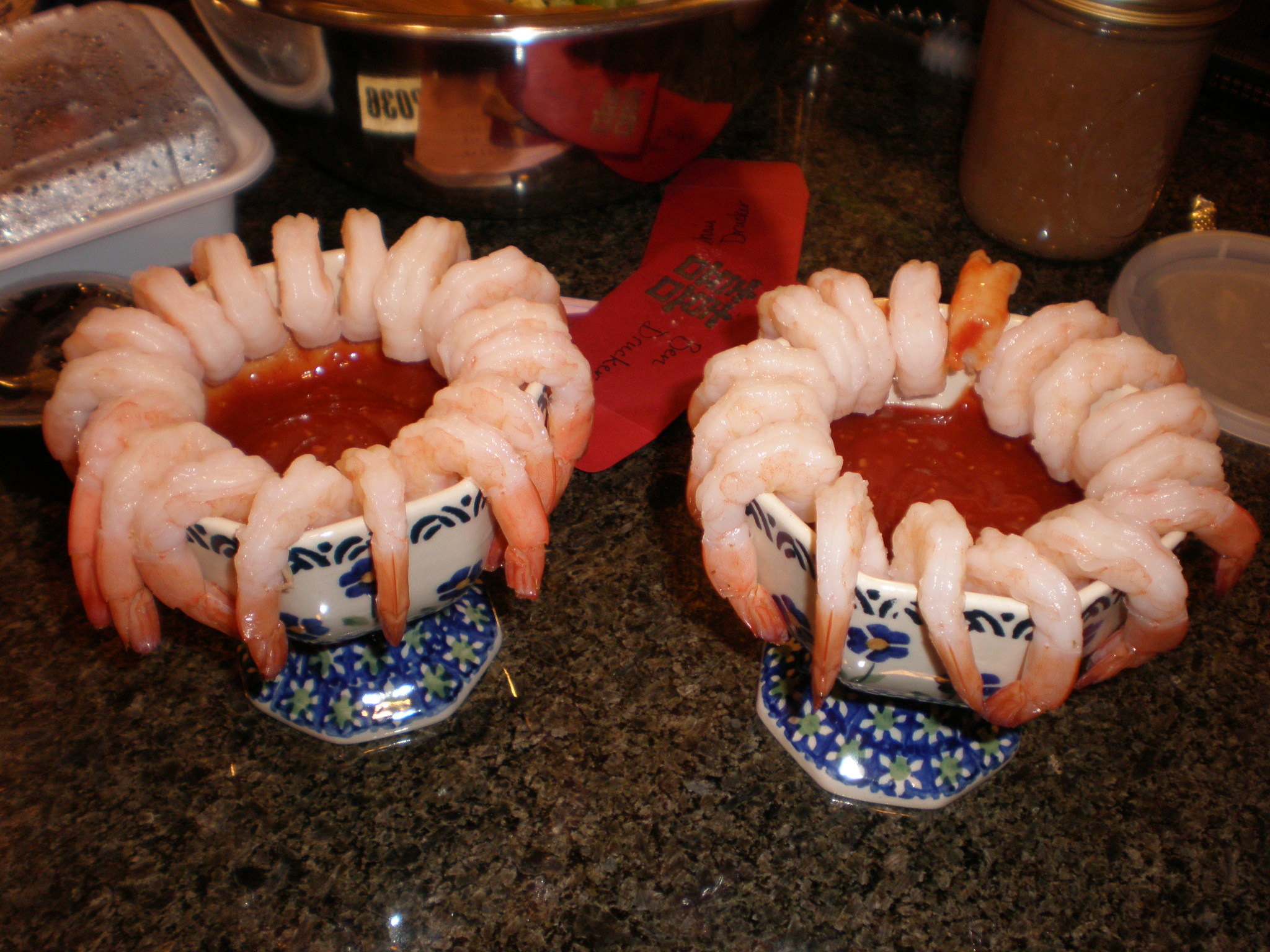
Garnalencocktails zoals deze o.a. in Frankrijk worden opgediend

Een garnalencocktail is een gerecht waarin garnalen en een saus  zijn vermengd en dat vaak in een glas wordt opgediend. Het geldt in Nederland als 'klassiek' voorgerecht.
De cocktail stamt waarschijnlijk uit de Verenigde Staten. Het gerecht verkreeg in het Verenigd Koninkrijk bekendheid nadat het in de jaren 1960 door de bekende Britse kok Fanny Cradock tijdens een televisieprogramma werd bereid. Zij combineerde de 'reker' of roze of Noor(d)se garnaal (Pandalus borealis) met een saus van tomatenketchup en mayonaise. Zij serveerde het gerecht door de saus in een schaaltje of glas te doen en de garnalen aan de rand hiervan te hangen. Het werd in de decennia erna een populair voorgerecht. Deze wijze van opdienen is in verschillende landen nog steeds gebruikelijk. 
In Nederland en België worden voor de garnalencocktail doorgaans de smakelijker grijze of 'Hollandse' garnalen (Crangon crangon) gebruikt die met saus wordt bedekt. De hiervoor gebruikte saus is cocktailsaus of whiskeysaus. Het mengsel wordt in een glas of schaaltje opgediend, soms versierd met wat kropsla of citroen. 